# Carl Julius Erath
Karl Erath (* 12. November 1801 in Rottenburg am Neckar; † 20. März 1863) war ein Dichter und Lehrer in Rottenburg am Neckar und Wiesensteig.

## Leben und Wirken
Nach seiner Ausbildung zum Lehrer arbeitete Karl Erath zunächst an einer Schule in Wangen/Allgäu. Zwischen 1826 und 1829 wechselte er seine Lehrerstelle und unterrichtete dann an der Lateinschule in Rottenburg am Neckar. Bereits in Wangen begann er mit dem Schreiben von Gedichten. Sein Lehrerleben blieb unstet, er bezeichnete sich selbst als „reisender Poet“. Im Revolutionsjahr 1848 begann er eine politisch-agitatorische Tätigkeit. Vor allem in Rottenburg am Neckar und Umgebung trat er als Redner bei Bürgerversammlungen auf und wurde Mitglied einer Bürgerwehr, als deren „Unter-Offizier“ er bezeichnet wurde. Erath trat wohl als Vertreter einer künftigen deutschen Republik auf. Außerdem betätigte er sich einige Zeit als Berater für Interessenten zur Auswanderung nach Nordamerika. Als angeblicher „Revolutionär“ wurde er zweimal verhaftet und musste mehrere Monate als Strafe im württembergischen Gefängnis auf dem Hohenasperg einsitzen. Über sein weiteres Leben als Lehrer ist kaum etwas bekannt. Möglicherweise arbeitete er noch einige Zeit in Wiesensteig.
Einer seiner Geschwister war der Arzt, Autor und Landwirt Albert Erath.

## Schriften
- Gedichte verschiedenen Inhalts. Teil 1. Rauch, Leutkirch 1826.
- Gedichte. Drei Teile. Engel, Rottenburg am Neckar 1831/1842.
- Die Ruinen von Prassberg. Romantisch-historische Erzählung aus den Zeiten des Faustrechts. Schwäbisch Gmünd 1839.
- Der Schulmeister in der Klemme. Ein Schwank in Versen. Schmid, Wiesensteig 1843.
- Die beiden Ritter Andreas von Sonnenberg und Felix von Werdenberg, oder: Die Wahrsagerin auf dem Bussen in Oberschwaben. Eine Geschichte voll romantischer Kriegs- und Lebensabenteuer aus der Zeit des schwäbischen Bauernkriegs. Seitz, Ulm 1845.
- Das Schloß der Ehinger hinter Niedernau, Mirza und Mirimah. Nebst Gedichten. Schmid, Wiesensteig 1855.